# Кученца приятели
„Кученца приятели“ (на английски: Puppy Dog Pals) е американски компютърно анимиран сериал, създаден от Харланд Уилямс. Сериалът се излъчва премиерно по Disney Junior в Съединените щати 14 април 2017 г. и приключва на 20 януари 2023 г.
Сериалът се разказва за двамата братя-кученца Бинго и Роли, които обикалят света и квартала, докато техния стопанин Боб е извън дома си. Те имат също сестра-котенце Хиси и робо-куче на име А.Р.Ф.

## Актьорски състав
- Айзък Райън Браун – Бинго (сезони 1-3)
- Елиша Уилямс – Бинго (сезони 4-5)
- Сам Лавагнино – Роли (сезони 1-3)
- Грейсън Нютън – Роли (сезони 4-5)
- Харланд Уилямс – Боб
- Джесика Дичико – Хиси
- Том Кени – А.Р.Ф.
- Шайло Нелсън – Кейя
- Джизел Айзънбърг – Лоли
- Крий Съмър – Ана
- Джак Стантън – Лео
- Бентли Лий Конгър – Бъстър
- Сомали Роуз – Рокси
- Амари Маккой – Нугат
- Джейдън Теофил – Дариус

### Второстепенни герои
- Джил Тали – Къпкейк
- Лесли Дейвид Бейкър – Руфъс / Франк Експожисън
- Патрик Уорбъртън – Капитан Куче
- Шери Отери – Ештър Експожисън
- Хюи Луис – Билуърт
- Том Кени – Дали, далматинец, който живее в градската пожарна.
- Шон Койл – Тад
- Джеф Бенет – Джонатан
- Джесика Дичико – Уоли, косатка
- Ема Шанън – Клоуи
- Джеф Бенет – Кейджи, морско свинче.
- Джил Тали – Джаки, оранжево коли.
- Кевин Майкъл Ричардсън – Бизи
- Трес Макнийл – Розета
- Мо Колинс – Страйдър
- Хенри Уинклър – Дядо Коледа
- Грей Делайл – Бони, сестрата на Боб
- Джак Макбрайър – Хеджи, кафяв таралеж
- Гари Антъни Уилямс – Гилрой Пъпкинс
- Брендън Джеймс Чиенфуегос – Шефът
- Китана Търнбул – Сидни
- Мо Колинс – Бискоти
- Дънкан Джойнър – Коуи
- Спенсър Мос – Оуги
- Джулиън Едуардс – Мо
- Крий Съмър – Каси
- Райли Алазраки – Грейс
- Дейвид Коехнер – Уили

### Гост-звезди
- Боб Уекър – Коментатор на бейзболен мач
- Ивет Никол Браун – Дейзи
- Уенди Маклендън-Коуви – госпожа Коледа (сезони 2-3)
- Ърни Хъдсън – Бъди
- Денис Хейсбърт – Краш
- Ана Камп – Дона
- Стивън Тоболовски – Чип
- Джейми Камил – Хеактор

## В България
В България сериалът се излъчва и по локалната версия на Disney Junior с нахсинхронен дублаж на български език, записан в студио „Александра Аудио“.